# Лурська мова

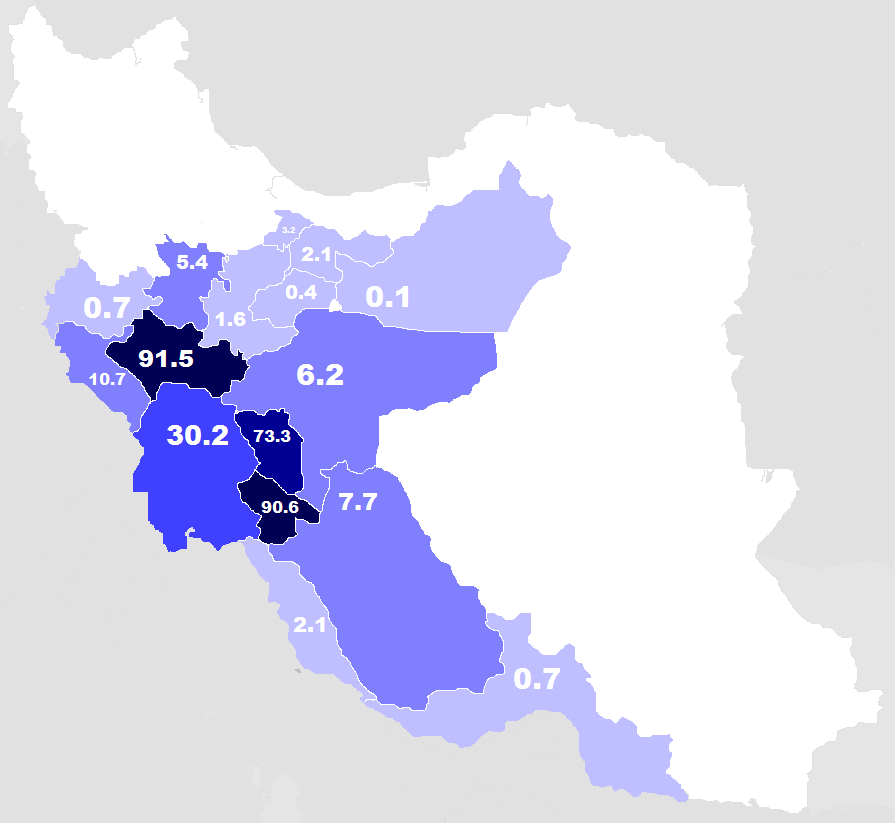
Мапа проживання лурів по опитуванню 2010 року

Лурська мова (північнолурською لوری شومالی) — західноіранський діалектний континуум лурів у західному Ірані. Лурська мова ділиться на чотири діалектні групи (до яких також відносять фейліс):
- північнолурська (Minjaee)
- лекі (лекі)
- бахтіарська (бахтіари)
- південнолурська (південні лури)

Носії лурської мови переважно проживають у південно-західному Ірані — Бушері (міста Бандар-Дайлам, Бандар-Ґанаве), Іламі, Кохґілує і Боєрахмеді,Лурестані, Фарсі (шахрестани Мамасані, Сепідан), Чегармехалі і Бахтиарії. Невеликі групи носіїв лурської мови проживають у Іраку та Кувейті.
Історично лурська споріднена із середньоперською мовою, лексично подібна до сучасної перської, переважно відрізняється фонологічно. Бахтіярську мову певні науковці вважають перехідною між курдською та перською.